# Pseudolycoriella koreensis
Pseudolycoriella koreensis är en tvåvingeart som först beskrevs av Werner Mohrig och Menzel 1992.  Pseudolycoriella koreensis ingår i släktet Pseudolycoriella och familjen sorgmyggor. Inga underarter finns listade i Catalogue of Life.